# ایستگاه راه‌آهن نورت ویلد
ایستگاه ویلد شمالی

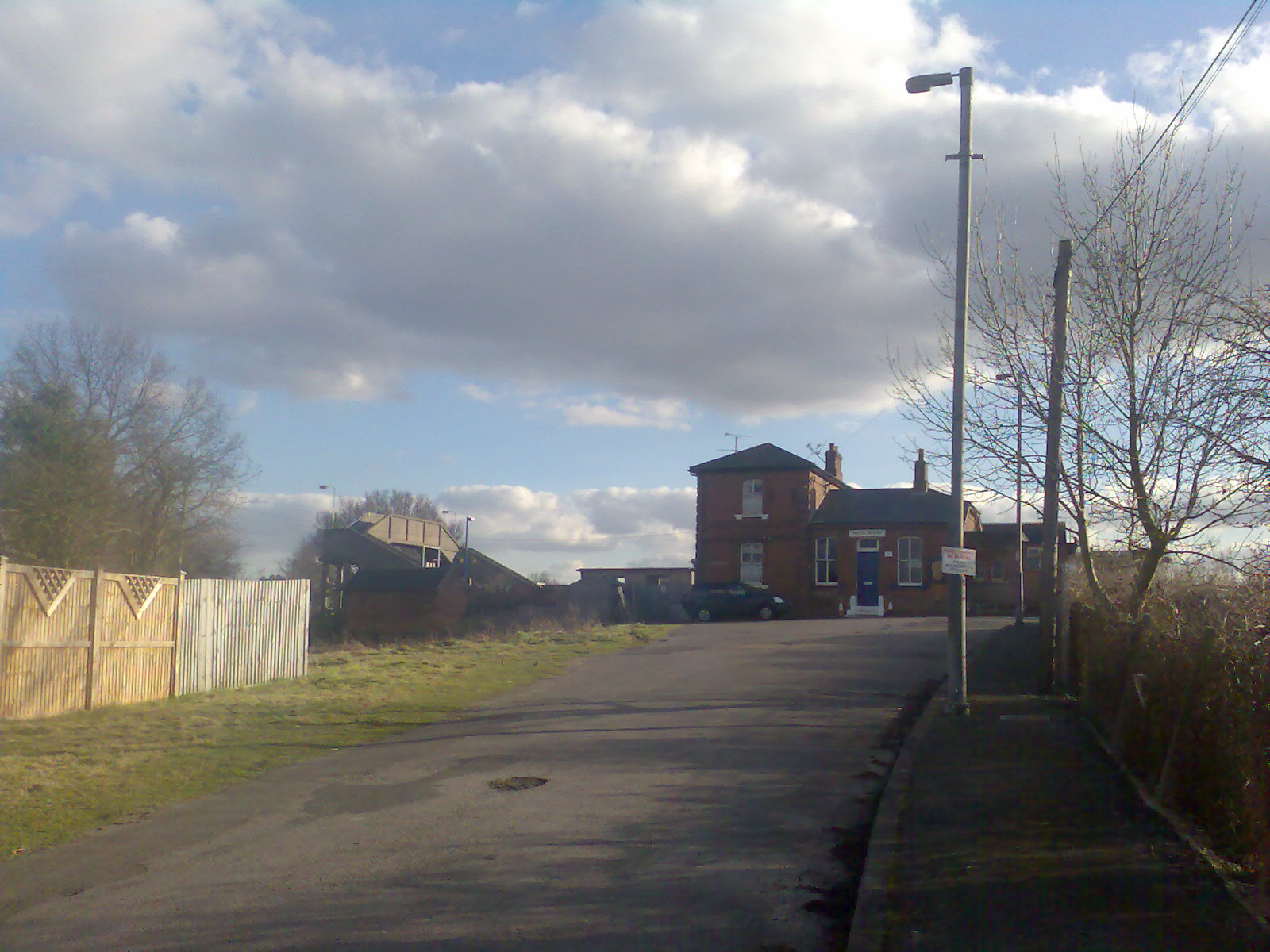
نمایی از ایستگاه ویلد شمالی در شهرستان اِسکس - ۲۰۰۸

یک ایستگاه از خط مرکزی و از خطوط متروی لندن است.که در منطقهٔ ویلد شمالی قرار دارد و در ۱ آوریل ۱۸۶۵ افتتاح شده است.